# Історія нотаріату Галичини
Нотаріат Галичини та прилеглих територій — професійна спільнота осіб, які впродовж століть займались нотаріальною діяльністю на теренах Галичини та прилеглих територіях (сучасні Львівщина, Івано-Франківщина, Тернопільщина, Рівненщина, Волинь, Закарпаття) в статусі нотаріуса або іншої особи з подібними повноваженнями та/або функціями.

## Історія нотаріатуГаличинита прилеглих територій
До вступу в дію на території західноукраїнських земель Австрійського нотаріального порядку нотаріальні функції на цих землях виконували канцелярії судів, які вели так звані актові книги (уведені ще Литовським статутом 1529 р.). Вписаний писарем суду (а його часто називали нотаріус, тобто секретар суду) в актові книги документ (заповіт, договір, закладна, відступна та ін.), набував юридичної сили, і на випадок виникнення в подальшому спору був головним доказом.

## ЧасАвстрійської імперії
Як інститут попереднього судочинства нотаріат був формалізований у коронних австрійських землях цісарським патентом від 29 вересня 1850 року.
11 жовтня 1854 року вийшла постанова Міністерства юстиції Австрійської імперії про практику та професійні іспити кандидатів у нотаріуси.
21 травня 1855 року — цісарський патент затвердив новий нотаріальний порядок. Відповідно до цього патенту, нотаріусів використовували ще й як судових комісарів: вони засвідчували випадки смерті, спадкування, сирітські справи, давали судові оцінки у спірних справах про рухоме і нерухоме майно та ін.

### 1859рік
Відповідно до цісарського патенту від 7 лютого 1858 р., нотаріальне Положення (1855 р.) впроваджувалось на території Галичини з 1 листопада 1859 р.
В Галичині та Володимирії впроваджувалось загалом 97 посад нотаріусів.
На посаду нотаріуса призначали пожиттєво. На практиці поза чергою на вакантну посаду призначались судді в відставці.
Розуміючи, що в попередні часи існували особи, які, де-факто, виконували функції нотаріусів, слід зауважити, що номінальними (де-юре) першими нотаріусами на Галичині та прилеглих землях стали:
- Львів

1. Францішек або Франц Вольский (Franciszek або Franz Wolski) — нотаріус, працював у Львові на пл. Трибунальській 1 до 1883 року (раніше у 1858 році перебував на посаді в земельному суді Львова — Landesgerichts-Ruthe);[2][3][4][5][6][1][7][8]
2. Францішек або Франц Постемпський (Franciszek або Franz Postepski) — нотаріус, працював у Львові до 1871 року (раніше у 1858 році перебував на посаді судового ад'юнкта в земельному суді Львова — Gerichts-Adjuneten, а потім у 1859 році на посаді заступника секретаря — Rathssecretar-adjuncten);[2][3][4][6][1][9]
3. Юліян Шемельовський (Julian Szemelowski) — нотаріус, працював у Львові по вул. Театральній 8 до 1891 року;[3][4][5][6][1][10][7][8]
4. Лео Вселачинський (Leo Wszelaczyński) — нотаріус, працював у Львові до 1863 року;[3][6][1]
5. Антон Павецький (Pawecki Anton) — нотаріус працював у Львові до 1861 року.[6][1]

- Бучач

1. Францішек Хшановський (Chrzanowski Franciszek) — нотаріус, працював до 1870 року.[1]

- Теребовля

1. Степан Дрептовський (Dreptowski Stefan) — нотаріус, працював до 1865 року.[1]

- Снятин

1. Сильвестр Яцевич (Jaciewicz Sylwester) — нотаріус, працював до 1866 року після чого переїхав до Кросно.[1]

### 1860рік
- Львів

1. Володимир Дулеба (Wlodzimierz Dulęba) — нотаріус, працював до 1872 року (раніше у 1858 році перебував на посаді в земельному суді Львова — Landesgerichts-Ruthe);[2][3][4][1]
2. існувала також 1 вакантна посада.[6]

- Комарно

1. Іван Артимович (Jan Artymowicz) — нотаріус, працював до 1863 року після чого переїхав до Судової Вишні.[1]

- Городок

1. Адольф Гензе (Adolf або Adolph Henze) — нотаріус, працював до 1914 року. Загальний час нотаріальної практики в Городку з часом склав в А.Гензе біля 55 років. Відзначався державною нагородою.[1][3][4][6][10]

- Жовква

1. Еміль Пфейфер (Pfeiffer Emil) — нотаріус.[6]

- Белз

1. Станіслав Знаміровський (Znamirowski Stanislaus) — нотаріус.[6]

- Рава-Руська

1. одна вакантна посада.[6]

### 1861рік
Відкрили нотаріальну контору:
- Яворів

1. Микола Голуб (Mikolaj Holub) — нотаріус, працював до 1902 року.[1][10]

- Дрогобич

1. Віктор Блажовський (Wiktor Błażowski) — нотаріус, працював до 1896 року.[1][4]

- Турка

1. Кароль Бартошевський (Karol Bartoszewski) — нотаріус, працював до 1872 року після чого переїхав до Ярослава.[1][4]

- Рава-Руська

1. Павло Гурка (Pawel Górka) — нотаріус, працював до 1885 року.[1][3][4][10]

### 1862рік
Відкрили нотаріальну контору:
- Львів

1. існувала також 1 вакантна посада.[3]

- Жовква

1. Антоній Нєментовський (Antoni Niementowski) — нотаріус, працював у Жовкві щонайменше до 1882 року;[3][4][10]

- Сокаль

1. Станіслав Знаміровський (Stanislaw Znamirowski) — нотаріус, працював в Сокалі щонайменше до 1870 року.[3][4]

### 1863 рік
Відкрили нотаріальну контору:
- Львів

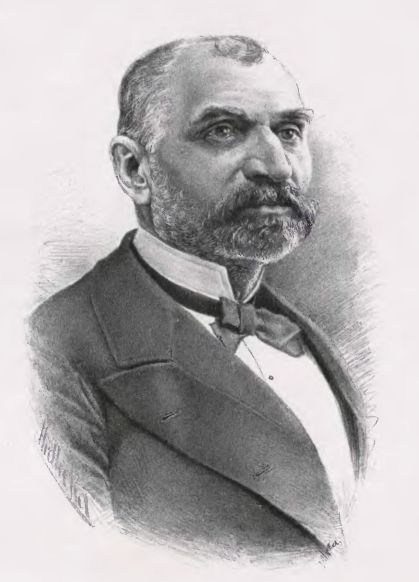
Олександр Ясінський, нотаріус Львова, Президент міста Львова

1. Олександр Ясінський] (kaw. ord. zel. III kl. Aleksander Jasinski) — нотаріус, кавалер залізного ордену ІІІ ступеню, працював до 1897 року по вул. Кароля Людвіка 1 у Львові.[1][9][10]

Австро-угорщина

### 1870рік
Відкрили нотаріальну контору:
- Львів

1. Йозеф Стжельбицький (Jozef Strzelbicki) — нотаріус.[4]

- Самбір

1. Вільгельм Каспарек (Wilhelm Kasparek) — нотаріус.[4]

- Комарно

1. Юліан Рокицький (Julian Rokicki) — нотаріус;[4]
2. Вільгельм Кохановський (Wilhelm Kochanowski) — нотаріус.[4]

- Стрий

1. Артур Малевський (Artur Malewski) — нотаріус.[4]

- Журавно

1. Едмунд Опольський (Edmund Opolski) — нотаріус.[4]

- Болехів

1. Кшиштоф Янович (Krzysztof Janowicz) — нотаріус.[4]

- Калуш

1. Др. Генрик Затей (Dr. Henryk Zathej) — нотаріус.[4]

### 1871рік
25 липня 1871 р. прийнято новий Закон (перекладений та розісланий 1 серпня 1871 року вісьмома мовами, зокрема русинською) — «Законъ зъ дня 25 Липця 1871, дотычно заведенія нового нотаріатского порядка», який складався з одинадцяти розділів, 184 параграфів і додатків. У Галичині закон 1871 року на практиці почав діяти з перших днів листопада, на Буковині — лише з 1 жовтня 1888 року.
Прийнято ділити австрійську історію нотаріату на дві епохи: перша — з 1859 року по 1871 рік (відсутність інституту нотаріаульного примусу, можливість складання нотаріального акту перед адвокатом або судом повіту); друга — з 1871 року по 1914 рік.
Принагідно в 1871 році видано закон що запроваджував земельні (кадастрові) книги.
Розділи перший та другий регулювали порядок призначення на посаду нотаріуса та припинення його повноважень.
Нотаріуси призначалися державою в особі Міністерства юстиції й публічно уповноважувалися нею на підставі та відповідно до закону укладати і посвідчувати факти чи документи, що мають юридичне значення, видавати копії документів; приймати на зберігання цінні папери і гроші для передачі третім особам.
Рішенням Міністерства юстиції за поданням нотаріальної палати (Notariatskammer) визначалися кількість нотаріусів у кожному окрузі та офіційні місця його розміщення. Розгляд питання щодо збільшення або зменшення кількості нотаріальних посад в окрузі, а також щодо перенесення офіційного місця знаходження в інше місце, погоджувалося із нотаріальною палатою.
Параграфом 6 встановлені вимоги до особи, яка прагнула здобути посаду нотаріуса, а саме: підданим монархії, досяг 24 років; мав бездоганну поведінкою і був наділений правом вільно розпоряджатися своїм майном; закінчив правничі та політичні науки і склав теоретичні іспити чи здобув ступінь доктора права; мав стаж не менше як чотири роки практичної діяльності, із яких, принаймні, два роки нотаріальної практики, а інші два роки практикувався у суді, адвоката чи фінансовій прокуратурі; володів, крім німецької, мовою тієї місцевості, де він прагнув здобути посаду нотаріуса; не був кримінально караним.
Разом з цим на перехідному періоді Міністрові юстиції надавалось право призначати на посаду особу, яка не мала чотирьох років практики, у тому випадку, коли не було претендента із потрібним стажем роботи. Крім того міністр мав право на час трьох років від початку дії закону призначати нотаріусами тих осіб, які, маючи стаж практичної роботи чотири роки, не мали можливості відбути два роки нотаріальної практики. Це положення широко застосовувалось у тих краях Австрійської імперії, де нотаріат був уведений законом 1871 p., оскільки неможливість проходження нотаріальної практики зумовлювалась браком достатньої кількості нотаріальних контор.
Діяльність нотаріуса поширювалася на округ суду першої інстанції, до якого він був призначений. Нотаріусам заборонялося нотаріусам вчиняти будь-які дії, вести справи, які суперечили честі й гідності звання чи в результаті яких могла б постраждати чи бути підірваною довіра в його неупередженість чи в достовірність посвідчених ним документів. Заповнення вакантної посади нотаріуса відбувалося на конкурсній основі, який проводила нотаріальна палата. Порядок проведення такого конкурсу був детально регламентований в циркулярі Міністерства юстиції від 31 жовтня 1887 р. Відповідно до нього, конкурс оголошувався шляхом триразової публікації в декількох періодичних виданнях і різними, поширеними в Австрії, мовами. Після двох тижнів від дня останньої публікації кандидати подавали відповідні документи (заяву і докази їхньої відповідності формальним вимогам закону) до нотаріальної палати. Формулюючи з цього питання власну думку, нотаріальна контора передавала їх до суду першої інстанції, в окрузі якого була вакантна посада. Суд, своєю чергою, висловлюючи власну позицію щодо кандидата, передавав документи у вищу судову інстанцію, яка разом із своїм висновком надсилала їх до міністра юстиції. Після ознайомлення із всіма документами він або призначав нотаріуса, або відмовляв у призначенні.
Новопризначений нотаріус, за погодженням із нотаріальною палатою, виготовляв свою печатку, яка містила: австрійський герб (орел), ім'я та прізвище нотаря, його звання, назву краю і місця знаходження. Лише після затвердження застави та печатки, майбутній нотаріус звертався з клопотанням до Вищого крайового суду про допуск до присяги, одночасно подаючи належну кількість відтисків печатки та екземплярів свого підпису. Він складав присягу перед Вищим крайовим судом чи перед делегованим ним судом першої інстанції та отримував декрет про дозвіл на початок діяльності. Новопризначений нотаріус, або переведений до нового місця знаходження, зобов'язаний упродовж трьох місяців від дня вручення декрету про призначення або переведення, або впродовж терміну продовженого на його прохання Вищим крайовим судом розпочати виконання своїх обов'язків, оскільки в іншому випадку вважатиметься, що він відмовився від своєї посади.
Якщо в нотаріальному окрузі використовується декілька мов, то Вищий крайовий суд мав право надати нотаріусові підтвердження, якою мовою він повинен складати нотаріальні акти, або уповноважити нотаріуса вчиняти нотаріальні дії кожною з мов, будь-коли, якщо він доведе знання цих мов, а також відібрати це повноваження, якщо він не достатньо володіє тими мовами (допускав помилки у вчиненні нотаріальних дій).
Для забезпечення своєї діяльності, а також для відшкодування збитків, які могли бути заподіяні нотаріусом, унаслідок здійснення ним професійних функцій, він уносив заставу готівкою чи цінними паперами.
Розділ ІІІ Нотаріального порядку «Застави нотаріусів» регулював не лише порядок унесення, поповнення застави, але й повернення внесених під заставу грошей-облігацій та іпотечних документів. Сума застави залежала від кількості населення того міста, де знаходилась контора нотаріуса (у містах із населенням 30 000 мешканців (Львові) вона становила 5000 золотих, в інших містах, в яких знаходився суд першої інстанції, — 2000 золотих, у всіх інших місцях — 1000 золотих. Нагляд за поповненням застави здійснювали нотаріальні палати, які у випадках її зменшення з тих чи інших причин або несвоєчасного поповнення повідомляли про це суд першої інстанції. А у випадку виконавчого провадження застав суди були зобов'язані негайно повідомити про це нотаріальну палату. Нотаріальна палата у випадку зменшення суми застави та її невнесення упродовж тривалого періоду була уповноважена звернутися з поданням до Вищого крайового суду про прийняття рішення щодо припинення повноважень нотаріуса.
Нотаріуси при суді І інстанції утворювали нотаріальну колегію, а якщо в окрузі їх було не менше як п'ятнадцять — нотаріальну палату. За згодою Міністра юстиції, в тих округах, де не було п'ятнадцяти нотаріусів, дозволялось утворювати одну палату на декілька округів суду І інстанції. Нотаріальна палата складалася із голови і чотирьох, шести або восьми членів, залежно від кількості нотаріусів. Вони обирались більшістю голосів усіх нотаріусів округу шляхом таємного голосування картками терміном на три роки з правом повторного обрання. Контроль за діяльністю нотаріусів і порядок притягнення їх до відповідальності регулював розділ Х Нотаріального порядку «Нагляд над нотаріусами та способи покарання в дисциплінарному порядку».
Кожен нотаріус міг приймати у свою канцелярію як помічника осіб, які відповідали всім формальним вимогам закону стосовно права бути нотаріусом і готувати їх під своїм керівництвом до нотаріальної діяльності. Нотаріальна палата вела списки всіх кандидатів свого округу. Нотаріус відповідав за проходження практики кандидата та видавав Свідоцтва про проходження нотаріальної практики, а нотаріальна палата підтверджувала їх. Порядок заміщення нотаріуса встановлено параграфами 119123 Нотаріального порядку. У випадку відпустки, недуги, відсутності, призупинення повноважень, усунення від обов'язків, смерті або припинення діяльності нотаріуса або ж з інших причин потрібно його замістити, тоді суд першої інстанції, який діяв у місці знаходження нотаріальної палати, призначав за її поданням заступника. Заступником міг бути призначений лише нотаріус того ж судового округу, до якого належить вільна посада, або нотаріальний кандидат, який відповідав усім вимогам, необхідним для отримання нотаріальної посади. Нотаріус не міг діяти за межами округу під загрозою невизнання дійсності вчинюваних правочинів. Місце проживання нотаріуса не було місцем учинення нотаріальних дій.
До обов'язків нотаріуса входило не лише збереження ним таємниці вчинення нотаріальних дій перед сторонами, але й нагляд за дотриманням таємниці його помічниками.
Нотаріуси здійснювали: посвідчення заповітів, фактів, правильності копій, перекладів, підписів, засвідчення постанов на загальних зборах акціонерних та інших товариств, посвідчення дійсних подій (аукціони, лотереї, виставки предметів), часу надання документів, свідоцтв про знаходження живими, передача заяв, часу надання документів, вчинення протестів векселів, видача виписок, копій, витягів і свідоцтв, прийняття документів на зберігання, а грошей та цінних паперів для передачі третім особам або для пред'явлення їх органам влади.
Щодо встановлення осіб, які звернулися за вчиненням нотаріальних дій, то, відповідно до § 55 Нотаріального порядку, нотаріус повинен особисто і за іменем знати сторони, або ж їхню особу мають підтвердити два знані йому свідки, або інший запрошений нотаріус. Свідки особи можуть перебувати зі стороною, або з нотаріусом у відносинах, зазначених у § 33, але повинні відповідати іншим вимогам уповноважених свідків акта. Свідками акта могли бути лише особи чоловічої статі, від 20 років, особисто знайомі з нотаріусом, або ж їхня особа повинна бути підтверджена в порядку, встановленому в § 55. Свідки акта, за винятком випадку, згаданого у § 65, повинні розуміти мову, якою має бути вчинений акт, і, принаймні, один із них повинен уміти читати і писати. Законодавець установив, що свідками не можуть бути: особи, котрі через свій фізичний або психічний стан не можуть давати свідчення; канцелярійні службовці нотаріуса і його прислуга; особи, які зацікавлені в результаті акту, беруть участь в акті, або в ньому згадані, або ж з нотаріусом знаходяться у стосунках, згаданих у § 33. Без участі двох свідків нотаріус не мав права посвідчити такі нотаріальні акти, як нотаріальний акт про спадкову угоду або заповідальне розпорядження; коли одна зі сторін не вміє писати або не знає мови, якою вчиняється акт, або якщо сторона сліпа, глуха або німа. Замість двох свідків можна було запросити іншого нотаріуса. Тобто вказані акти можна було посвідчити лише за участю двох нотаріусів. Однак сторонам не заборонялося залучати свідків до вчинення інших нотаріальних актів. У випадку недотримання особливого порядку вчинення нотаріальних дій за участю сліпих, глухих, німих, неписьменних, осіб, які не володіють мовою або однієї сторони, або тією, якою має бути вчинений акт (§§ 54–65), то такий нотаріальний акт не має сили публічного документу. Учинення нотаріального акта стосовно спадкової угоди або іншого заповідального розпорядження нотаріусом здійснювалося за участю трьох свідків, згідно з особливими вимогами загальної книги цивільних законів. Якщо ж до складання заповіту залучені два нота- ріуси, що відповідають вимогам, які є обов'язковими для свідків, тоді такий акт міг бути посвідченим без участі третього свідка. Відповідно до Цивільного кодексу, не могли бути свідками під час складання заповіту: ченці, жінки, божевільні, німі, такі, що не володіли мовою заповідача (§ 591); у православного — католик. Нотаріальні документи (нотаріальні акти, записки, посвідчення) визнавались публічними актами і мали повну доказову силу, якщо під час їх укладання і видачі були дотримані всі формальності. Відповідно до § 68, кожний нотаріальний акт, під загрозою втрати сили офіційного документу, повинен містити: місце, а також рік, місяць і день вчинення нотаріальної дії; ім'я та прізвище нотаріуса, місце його офіційного знаходження, а якщо був присутній і інший нотаріус (§ 56, другий абзац), то ім'я та прізвище останнього; імена та прізвища сторін, а також свідків акта та тотожності особи, як і довірених осіб і перекладачів, у випадку їх присутності; підтвердження нотаріусом особи сторін і свідків; зміст справи, з посиланням до доручень та інших додатків (у випадку необхідності); примітка про прочитання акта сторонами або перелік формальностей, якими відповідно до постанови цього закону, було заміщено прочитання, як і примітку, про ознайомлення (прийняття) акта; підписи сторін, а у випадку необхідності присутності свідків, довірених осіб або перекладачів, і їхні підписи. Свідки тотожності особи проставляли свої підписи або вкінці документу, або після згадки про підтвердження тотожності — підпис нотаріуса і його офіційна печатка. Якщо ж складання та посвідчення нотаріального акта відбувалося за участю двох нотаріусів, тоді ставилися обидва відбитки печаток.
Згідно з § 112 Нотаріального порядку, нотаріус зобов'язаний вести загальний офіційний реєстр, в якому повинні міститися такі відомості: поточний номер справи; дата акта; ім'я і прізвище, звання і місця проживання сторін; предмет договору або справи із зазначенням вартості, якщо вона зазначена в документі, і штампу, використаного в документі; зазначення оплати, яку бажає нотаріус; різні можливі примітки (уваги). Також кожний нотаріус повинен був вести такі книги: алфавітний перелік усіх сторін, справи яких записані в офіційному реєстрі, з доданням усіх офіційних чисел реєстру, які стосуються цієї сторони; окремий алфавітний перелік усіх заповідальних розпоряджень; перелік прийнятих сум у грошах і цінних паперах; реєстр протестів векселів; складений з вісників коронного краю перелік осіб, котрі в тому коронному краї через божевілля або розумову недостатність, або з приводу марнотравства були передані під опіку, над якими опіку продовжено після повноліття, і на маєток яких оголошено конкурс. Зауважено, що цей перелік завжди мусив висіти в канцелярії, а після смерті, або завершення повноважень нотаріуса — відданий його наступникові у тому ж місці знаходження. У кожному судовому окрузі створювали нотаріальний архів, де зберігалися справи, книги, печатки померлих, звільнених чи відставних нотаріусів. Структура і діяльність цих архівів визначалися нотаріальною палатою з подальшим затвердженням Міністра юстиції. Фінансування архівів відбувалося через державний бюджет. Лише директор архіву мав право з актів, які знаходяться в нотаріальному архіві, видавати витяги, копії або свідоцтва, і дозволи на їхній перегляд або повернення документу, взятого нотаріусом на збереження, який перебуває в актах. У тих округах судів першої інстанції, для яких не було призначено нотаріального архіву, суди виконували обов'язки архіву. За вчинення нотаріальних дій нотаріуси стягували платежі за встановленими тарифами, зокрема, які перелічені в додатку до Нотаріального порядку «Нотаріальна тарифна ставка».
25 липня 1871 року імператором Францом Йосифом був підписаний закон щодо обов'язковості нотаріального посвідчення деяких угод — «Законъ зъ дня 25 Липця 1871, дотычно вымаганія абы некоторін правнін дела нотаріально были составлени», який вступив у силу з 1 листопада 1871 року.
Згідно з параграфом першим вказаного вище закону, обов'язковому нотаріальному посвідченню підлягали: шлюбні договори; укладені між подружжям договори про купівлю, міну, ренту, позику, а також боргові зобов'язання між ними; підтвердження про отримання приданого; договори дарування без дійсної передачі; усі правові угоди, що укладаються неграмотними та особами з певними вадами (сліпі, глухі, німі).
Для Галичини, Буковини та Кракова визначена кількість нотаріусів становила 100 посад .
У Львові працювало 6 нотаріусів (тогочасне населення Львова становило біля 90 000 осіб).

### 1873рік
Відкрили нотаріальну контору:
- Львів

1. д-р., проф. Йозеф Блюменфельд (dr. pr. Józef Blumenfeld) — нотаріус, працював у Львові по вул. Театральній 7 до 1892 року після чого переїхав до Лютовиськ;[1][5][10][8]

- Судова Вишня

1. Іван Дембіцький (Dęmbicki Jan) — нотаріус, працював до 1878 року, після чого переїхав до Коломиї.[1]

- Гусятин

1. Лонгін Грушкевич (Hruszkiewicz Longin) — нотаріус, працював до 1886 року.[1]

### 1875рік
Відкрили нотаріальну контору:
- Львів

1. Самуель Квасніцький (Samuel Kwaśnicki)  — нотаріус, що працював у Львові щонайменше до 1900 року спочатку на пл. Марійській 10, потім — по вул. Театральній 11;[5][9][10][8][14]
2. Я. Курилович (J. Kuryłowicz) — нотаріус, що заміщував нотаріуса Олександра Ясінського (на час виконання останнім обов'язків Президента міста Львова) щонайменше до 1878 року.[5][7]

### 1878рік
Відкрили нотаріальну контору:
- Львів

1. Михайло Моравецький (Michał Morawiecki)  — нотаріус, що працював у Львові на пл. Марійській 7 щонайменше до 1883 року.[10][7][8]

### 1880рік
В Галичині (середньостатистично) на 30 000 мешканців припадав 1 нотаріус. Згідно статистичних спостережень та аналізу — в той час зменшення умовного числа мешканців на одного нотаріуса призвела б до економічного занепаду професії.

### 1882рік
Нотаріуси Галичини та Володомирії були поділені на такі округи (відповідно до судових округів):
- львівський округ;
- краківський округ (сучасна Польща);
- коломийський округ;
- перемишльський округ (сучасна Польща);
- станіславський округ;
- самбірський округ;
- тернопільський округ;
- золочівський округ;
- тарнівський округ (сучасна Польща);
- новосонджський округ (сучасна Польща);
- ряшівський округ (сучасна Польща)
- чернівецький округ.[10]

У Львові діяла Нотаріальна палата (Львівського, Золочівського, Станіславського округу) у наступному складі: Олександр Ясінський (Львів) -голова, Францішек Вольский (Львів) — заступник голови, Михайло Моравецький (Львів) — заступник голови, Йозеф Блюменфельд (Львів) — член, Францішек Пішек (Снятин)- член, Владислав Бодинський (Золочів) — член, Ігнацій Здрассіл (Станіслав) — член, Генрик Затей (Броди) — член, Кароль Берхард (Щирець).
Окрім цього в Галичині та Володомирії діяли такі нотаріальні палати: Перемишльсько-Самбірська нотаріальна палата, Краківсько-Новосонджська нотаріальна палата, Тарнівсько-Ряшівська нотаріальна палата, можливо і інші.
Відкрили нотаріальну контору:
- Сокаль

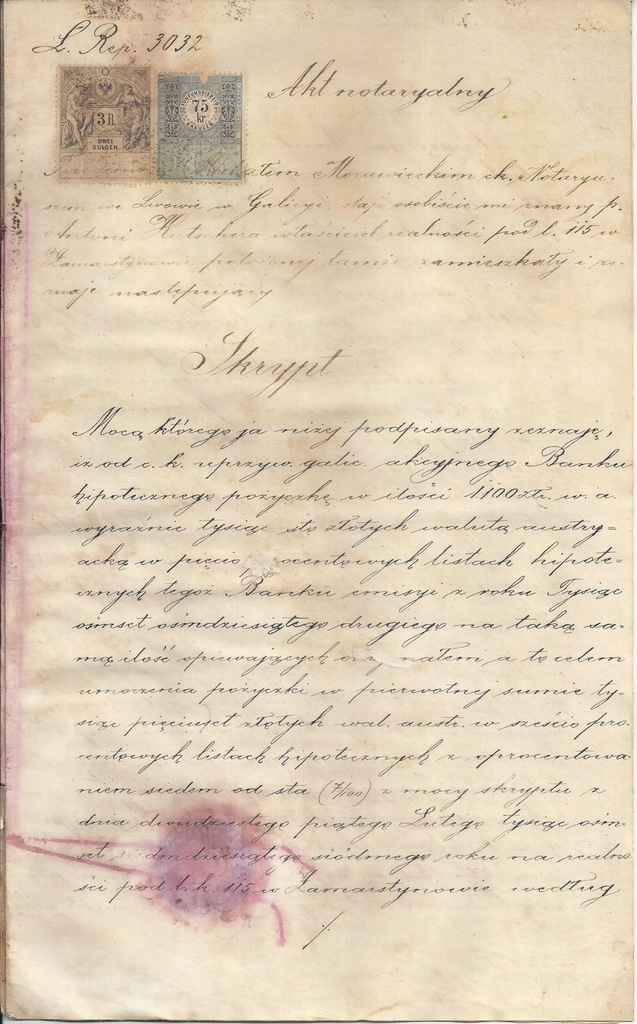
Нотаріально посвідчений документ, нотаріус Львова Михайло Моравецький,1882 рік (австро-угорська окупація), стор.1

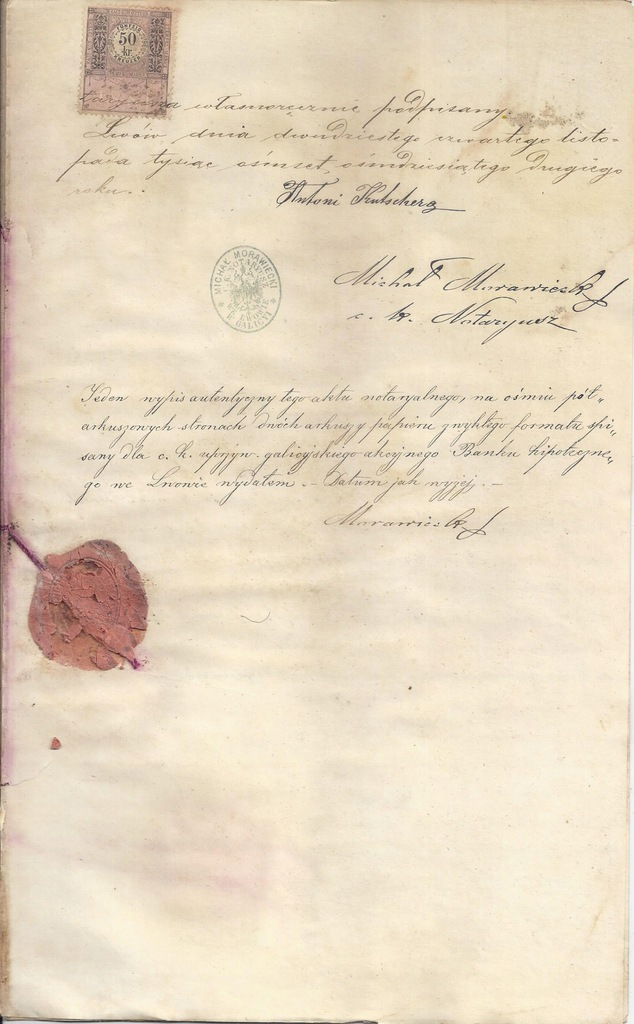
Нотаріально посвідчений документ, нотаріус Львова Михайло Моравецький,1882 рік (австро-угорська окупація), стор.9

1. Ігнацій Краус (Ignacy Krauss) — нотаріус.[10]

- Самбір

1. Вільгельм Каспарек (Wilhelm Kasparek) — нотаріус;[10]
2. Юліан Рокицький (Julian Rokicki) — нотаріус.[10]

- Дрогобич

1. Віктор Блажовський (Wiktor Błazowski) — нотаріус.[10]

- Турка

1. Елігіуш Соболевський (Eligiusz Sobolewski) — нотаріус.[10]

- Стрий

1. Артур Малевський (Artur Malewski) — нотаріус.[10]

- Журавно

1. Едмунд Опольський (Edmund Opolski) — нотаріус.[10]

- Миколаїв

1. Владислав Манастирецький (Wladyslaw Manastyrecki) — нотаріус.[10]

- Рудки

1. Казимир Курек (Kazimierz Kurek) — нотаріус.[10]

- Броди

1. Кароль Селігер (Karol Seliger) — нотаріус;
2. Антоній Вітославський — Нечуй (Antoni Witoslawski-Neczuja) — нотаріус.[10]

- Калуш

1. Іполіт Левицький (Hipolit Lewicki) — нотаріус.[10]

- Бібрка

1. Теофіл Вайдовський (Teofil Wajdowski) — нотаріус.[10]

- Буськ

1. Іван Босаковський (Jan Bossakowski) — нотаріус.[10]

- Ходорів

1. посада на той час була вакантною[10]

- Глиняни

1. Рудольф Кьорбер (Rudolf Korber) — нотаріус.[10]

- Кам'янка-Струмілова

1. Еразм Іван Яницький-Рола (Erazm Jan Janicki-Rola) — нотаріус.[10]

- Козова

1. Владислав Паславський (Wladyslaw Paslawski) — нотаріус.[10]

- Перемишляни

1. Олександр Залеський (Aleksander Zaleski) — нотаріус.[10]

- Радехів

1. Генрик Янковський (Henryk Jankowski) — нотаріус.[10]

- Золочів

1. Д-р Владислав Бодинський (Dr. Wladyslaw Bodynski) — нотаріус;[10]
2. Д-р Фелікс Міски (Dr. Feliks Misky) — нотаріус, що працював в Золочеві принаймні до 1903 року.[10][15][16][17]

- Щирець

1. Кароль Берхард (Karol Berchard) — нотаріус.[10]

- Белз

1. Адольф Керніг (Adolf Kiernig) — нотаріус.[10]

- Угнів

1. Юліан Целевич (Julian Celewicz) — нотаріус, що працював в Угневі принаймні до 1901 року.[10]

- Добромиль

1. Сабін Будзиновський (Sabin Budzynowski) — нотаріус.[10]

- Мостиська

1. Віктор Кроковський (Wiktor Krokowski) — нотаріус.[10]

- Нижанковичі

1. Здіслав Малиш (Zdzislaw Malisz) — нотаріус.[10]

- Судова Вишня

1. Володимир Стрончак (Wlodzimierz Stronczak) — нотаріус.[10]

- Сколе

1. Броніслав Нартовський (Bronislaw Nartowski) — нотаріус.[10]

### 1883рік

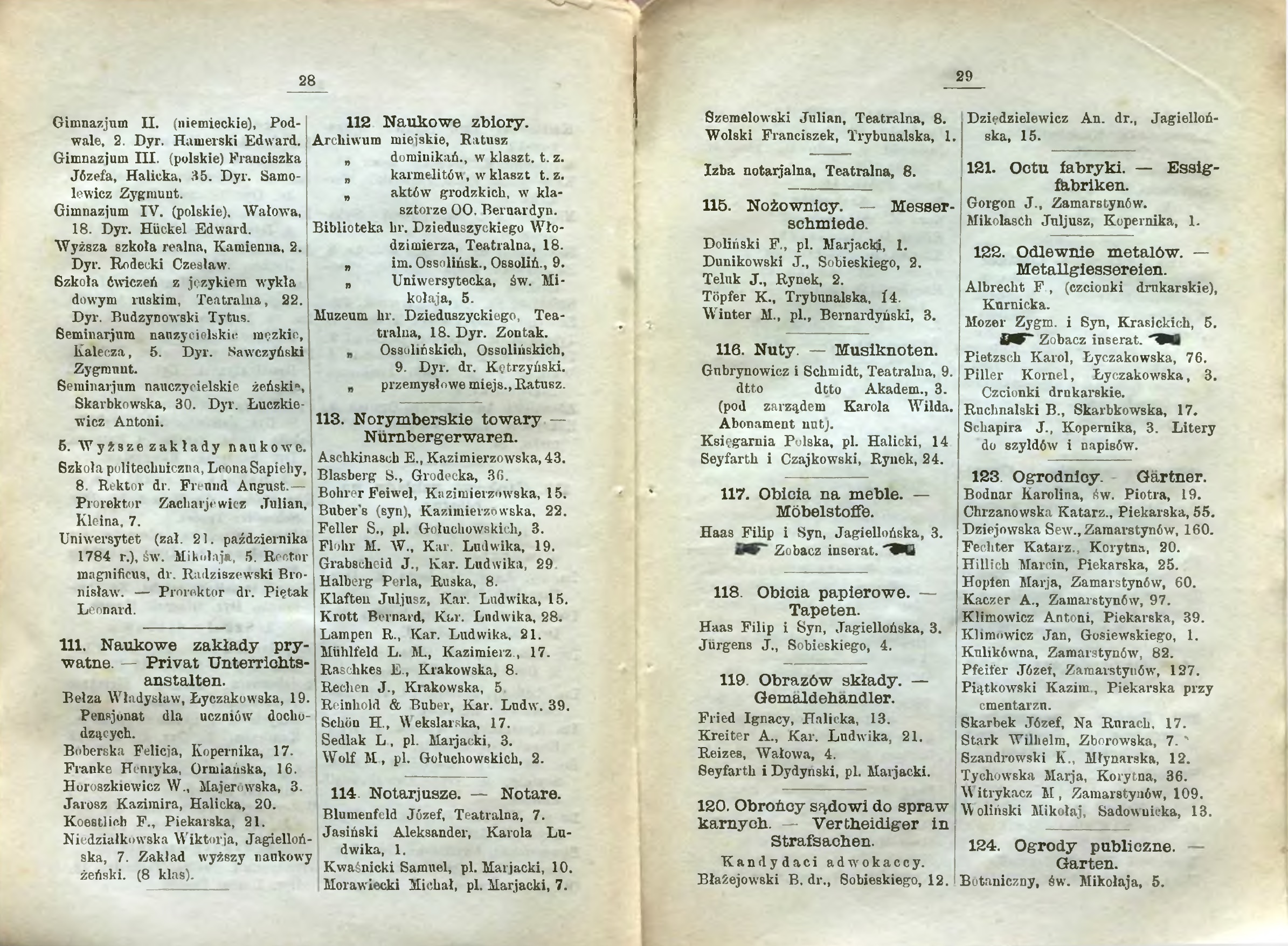
Адресна книга Львова, 1883 рік

Президентом Нотаріальної палати (Львівського, Золочівського, Станіславського округів) обрано Юліана Шемеловського (Julian Szemelowski). Місцем її розташування була вул. Театральна 8 у Львові.

### 1884рік
Загалом зареєстровано 228 кандидатів в нотаріуси на 37 вакантних посад.

### 1889рік
У Львові та Кракові безробітними кандидатами в нотаріуси створено Товариство, яке почало видавати часопис «Квартальник Товариства кандидатів в нотаріуси».

### 1893рік
Відкрили нотаріальну контору:
- Львів

1. Леопольд Кукавський (Leopold Kukawski) — нотаріус, що працював до 1914 року по вул. Театральній 7 у Львові. Загальний час нотаріальної практики (не залежно від місця її здійснення) з часом склав в Л.Кукавського понад 50 років.[1][9][14][18][19]

### 1894рік

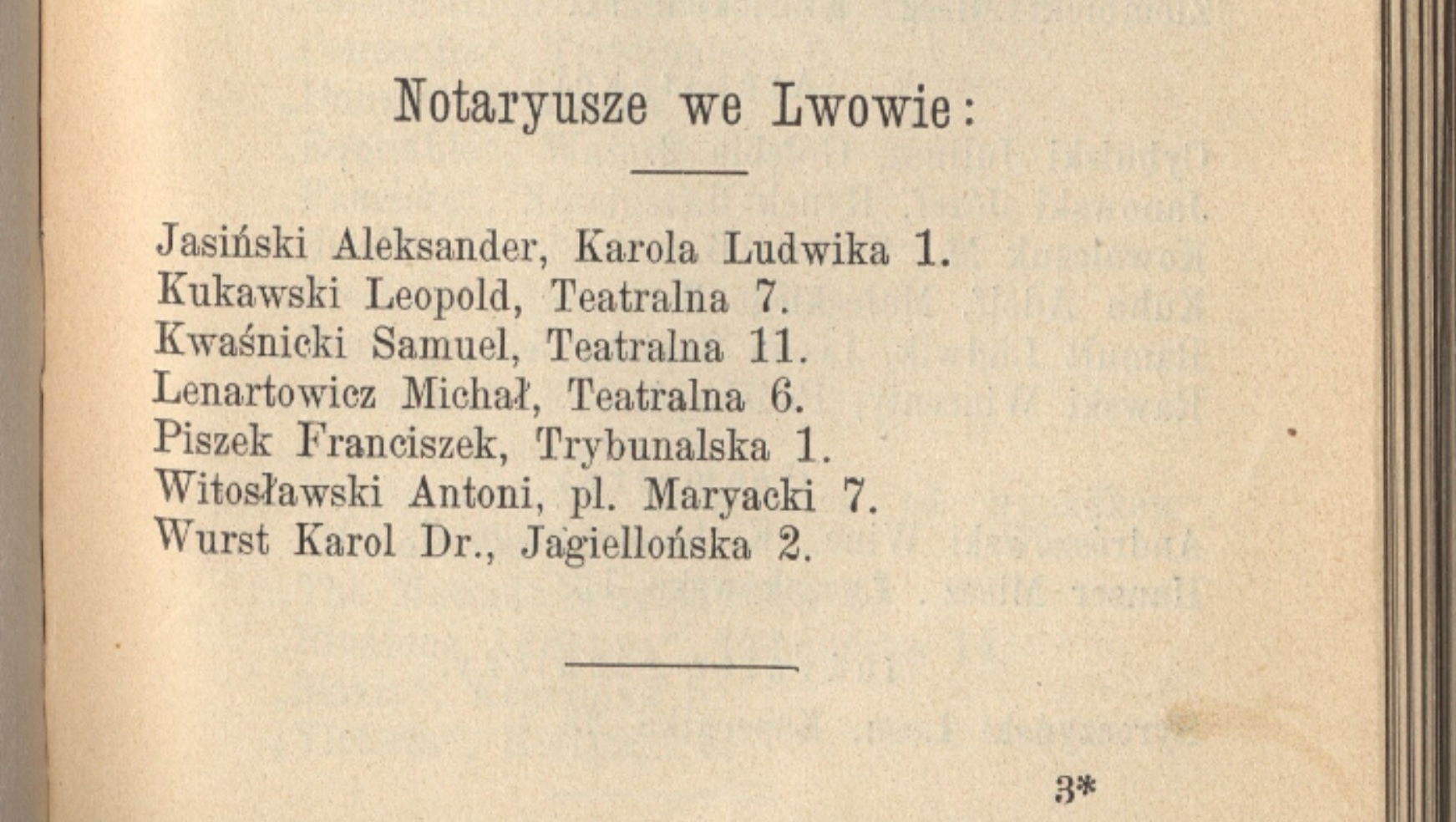
Список нотаріусів Львова,1894 рік

Умовним центром нотаріату у Львові в цей час була вул. Театральна.
Галицьке товариство кандидатів в нотаріуси знаходилось у Львові по вул. Жулинського 15. Президентом Товариства був Іван Раставецький (Jan Rastawiecki).
Відкрили нотаріальну контору:
- Львів

1. Міхал Ленартович (Michal Lenartowicz) — нотаріус, що працював на вул. Театральній 6 у Львові;[9]
2. Францішек Пішек (Franciszek Piszek) — нотаріус, що працював у Львові щонайменше до 1900 року по вул. Трибунальській 1 (раніше у 1859 році працював в земельному суді Львова);[9][14][21]
3. Антоній Вітославський (Antoni Witoslawski) — нотаріус, що працював у Львові щонайменше до 1900 року на пл. Марійській 7;[9][14]
4. Др. Кароль Вурст (Dr. Karol Wurst) — нотаріус, що працював у Львові щонайменше до 1900 року на пл. Ягелонській 2 у Львові.[9][14]

- Золочів

1. Юліан Карабінський (Julian Karabiński) — декретом крайового суду у Львові призначено заступником нотаріуса Фелікса Міски.[22]

### 1896рік
Відкрили нотаріальну контору:
- Винники

Володимир Лукич Левицький, нотаріус у Винниках, 1927 рік

1. Володимир Лукич Левицький — призначено у жовтні нотаріусом до Винник. До того (з 1883 року) працював нотаріусом у Болехові, Стрию, Станіславі. 1885 разом з Ю.Семигинівським видав «Руський правотар домовий» — перший популярний юрид. довідник для населення, написаний «чистою народною мовою»[23].

- Добромиль

1. Людвік Жевуський (Rzewuski Ludwik) — нотаріус, працював принаймні по 1905 рік.[24]

- Золочів

1. Станіслав Весоловский (Stanisław Wesołowski) — декретом крайового суду у Львові призначено заступником нотаріуса, д-ра Фелікса Міски.[17]
2. Петро Бугель (Piotr Bugiel) — декретом крайового суду у Львові призначено субститутом нотаріуса, д-ра Владислава Бодинського.[22]

### 1897рік
- Золочів

1. Євген Курилович (Eugeniusz Kuryłowicz) — нотаріус.[22]

### 1898рік
- Золочів

1. Еразм Мрозинський(Erazm Mroziński) — декретом Президії крайового суду у Львові від 17 червня 1898 року призначено заступником нотаріуса Фелікса Міски де працював принаймні до 1900 року.[17]

### 1900рік

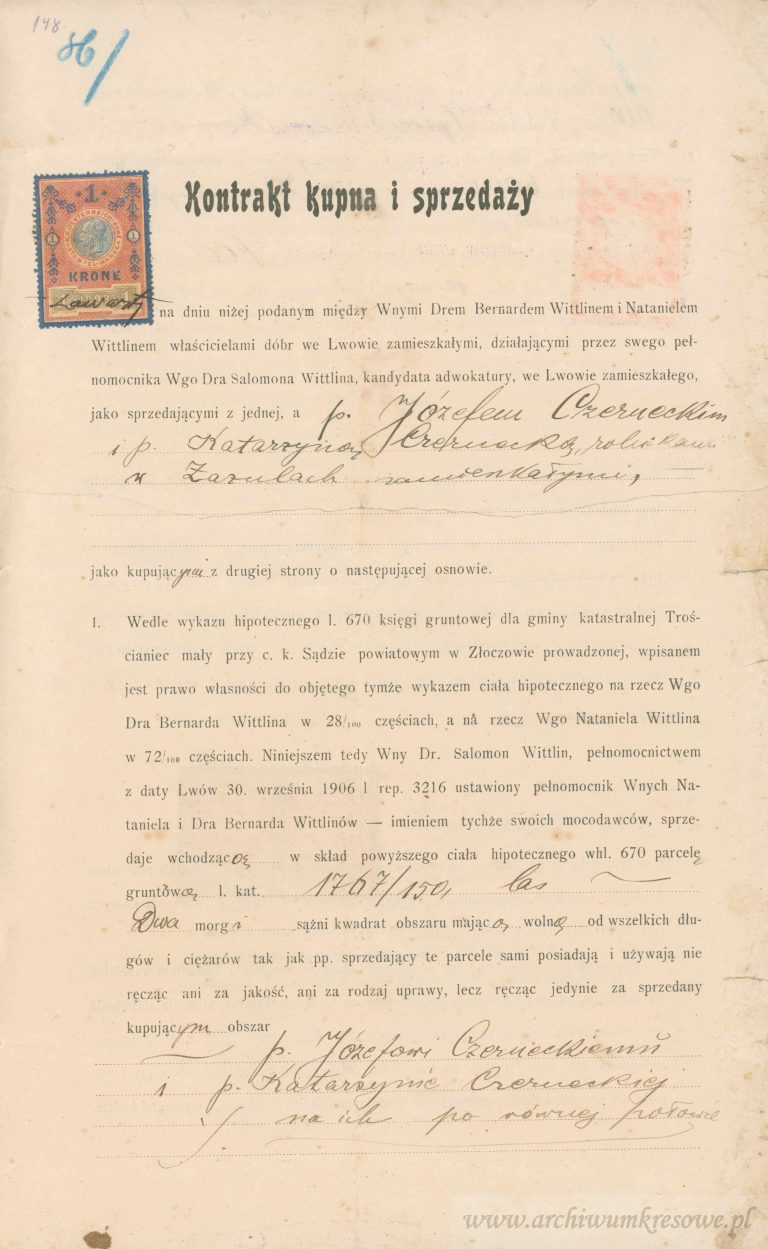
Нотаріально посвідчений договір, Львів, 1906 рік (австро-угорська окупація), стор.1

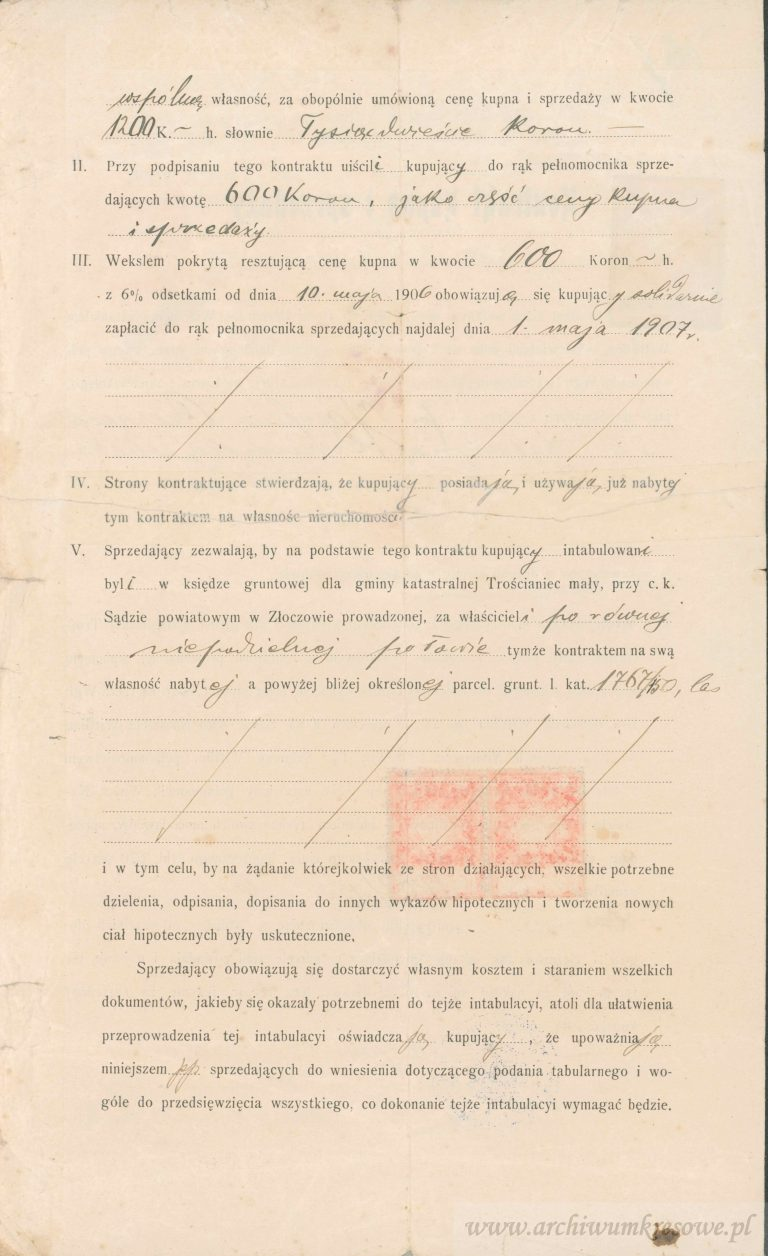
Нотаріально посвідчений договір, Львів, 1906 рік (австро-угорська окупація), стор.2

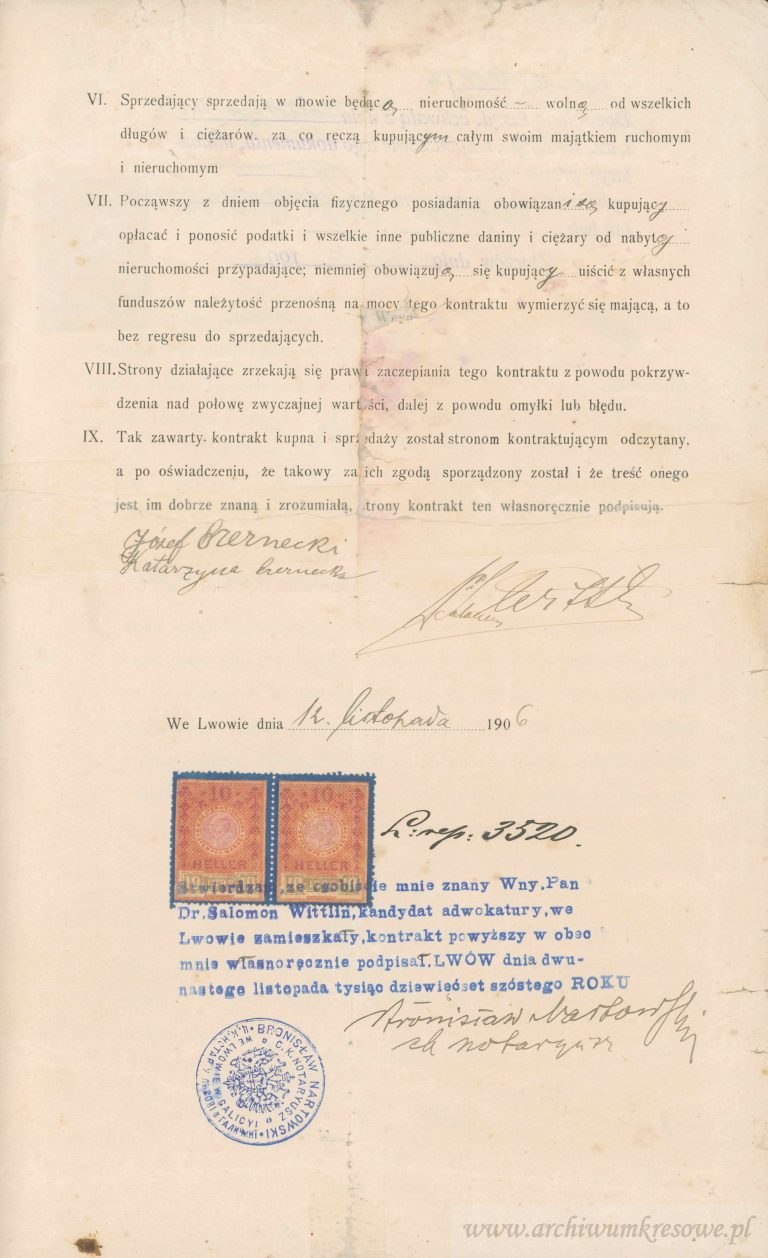
Нотаріально посвідчений договір, Львів, 1906 рік (австро-угорська окупація), стор.3

У Львові по вул. Трибунальській 1 знаходились Нотаріальна палата Львова.
Джерела фіксують, що певні кандидати в нотаріуси очікують призначення на посаду понад 18 років.
Відкрили нотаріальну контору:
- Львів

1. Йозеф Онишкевич (Józef Onyszkiewicz) — нотаріус, що працював у Львові щонайменше до 1916 року по вул. Театральній 6, в 1918 році член тимчасової міської ради у Львові;[14][18][19][15][25]
2. Віктор Кроковський (Wiktor Krokowski) — нотаріус, що працював по вул. Гетьманській 10 у Львові принаймні до 1911 року.[14][25]

### 1901рік
Відкрили нотаріальну контору:
- Угнів

1. Юліан Целевич (Julian Celewicz).

### 1902рік
- Золочів

1. Євген Міски (Eugeniusz Misky) — декретом суду Золочівського округу від 8 листопада 1902 року призначено заступником нотаріуса Фелікса Міски.[15]

### 1903рік
- Копичинці

1. Констант Відавський (Konstanty Widawski) — нотаріус.

### 1905рік
- Золочів

1. Адам Прус Студзинський (Adam Prus Studziński) — нотаріус.[15]

### 1906рік
- Львів

1. Броніслав Нартовський (Bronisław Nartowski) — нотаріус, що працював у Львові на вул. Трибунальській 1 (до 1910 року), потім на вул. 3-Травня 2 у 1911 році, потім на вул. Ягелонській 12 до 1912 року.[15][18][19][25]

### 1907рік
- Золочів

1. Леон Рейс (Leon Reis) — нотаріус.[15]

### 1908рік
- Золочів

1. Кароль Морвіц (Karol Morwitz) — нотаріус.[15]

### 1909рік
- Копичинці

1. Антоній Магонський (Antoni Magoński) — нотаріус.

### 1910рік
У Львові по вул. Гетьманській 10 знаходились Нотаріальна палата Львова та Галицьке товариство кандидатів в нотаріуси, заст. керівника — Євген Міски (Eugeniusz Misky); секретар — Болеслав Зайончковський (Bolesław Zajączkowski).
Відкрили нотаріальну контору:
- Львів

1. Францішек Дембіцький (Dęmbicki Franciszek) — нотаріус, розпочав нотаріальну практику 18 вересня 1910 року (вул. Лелевела 2).[26]
2. Антоній Телесніцький (Antoni Teleśnicki) — субститут нотаріуса, що працював на вул. Театральній 11 у Львові принаймні до 1911 року;[18][25]
3. Нечуй Теофіл Вітославський (Nieczuja Teofil Witosławski) — нотаріус, що працював на вул. Ягелонській 8 у Львові принаймні до 1911 року;[18][25]
4. Владислав Завадзький (Władysław Zawadzki) — нотаріус, що працював у Львові на вул. Кароля Людвіка 3, потім з 1912 року по (щонайменше) 1922 рік на пл. Марійській 10.[18][19][25][27]

### 1912рік
- Львів

1. Зигмунт Гроблевський (Zygmunt Groblewski) — нотаріус, що працював у Львові по вул. Театральній 11, потім по вул. Рутовського 3, (з 1922 року щонайменше до 1924 року);[18][19][27]
2. Володимир Лушпінський (Wlodzimierz Luszpinski) — нотаріус, що працював у Львові по вул. Ягелонській 4 щонайменше до 1916 року.[18][19]

- Угнів

1. Констант Буржинський (Konstanty Burzyński).

- Золочів

1. Іван Мелешкевич (Jan Meleszkiewicz) — нотаріус;[15]
2. Микола Левицький (Mikołaj Lewicki) — призначений декретом крайового суду у Львові субститутом нотаріуса Івана Мелешевича.[15]

### 1913рік
Відкрили нотаріальну контору:
- Олесько

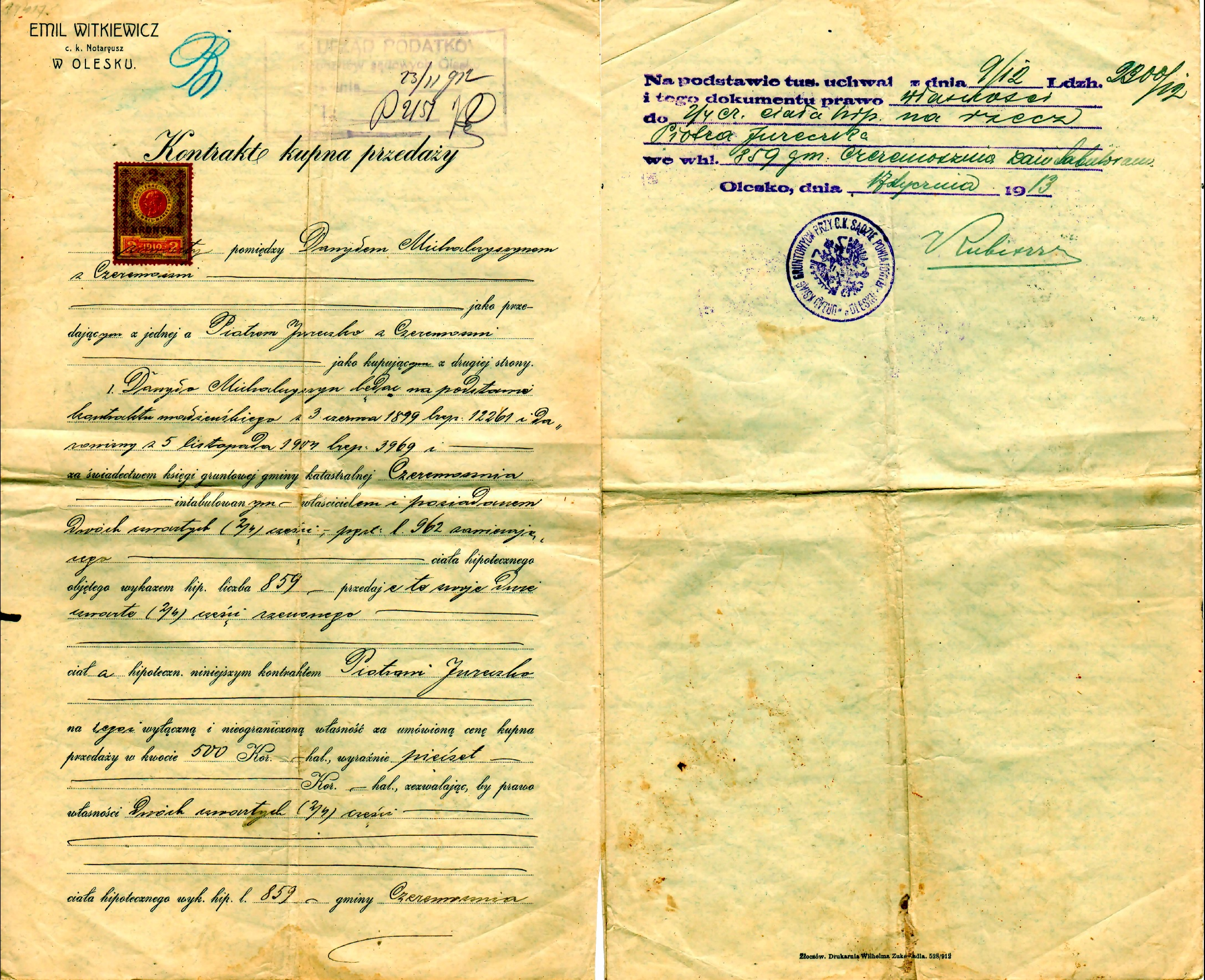
Нотаріально посвідчений договір, Олесько, 1913 рік (австро-угорська окупація), стор.1,4

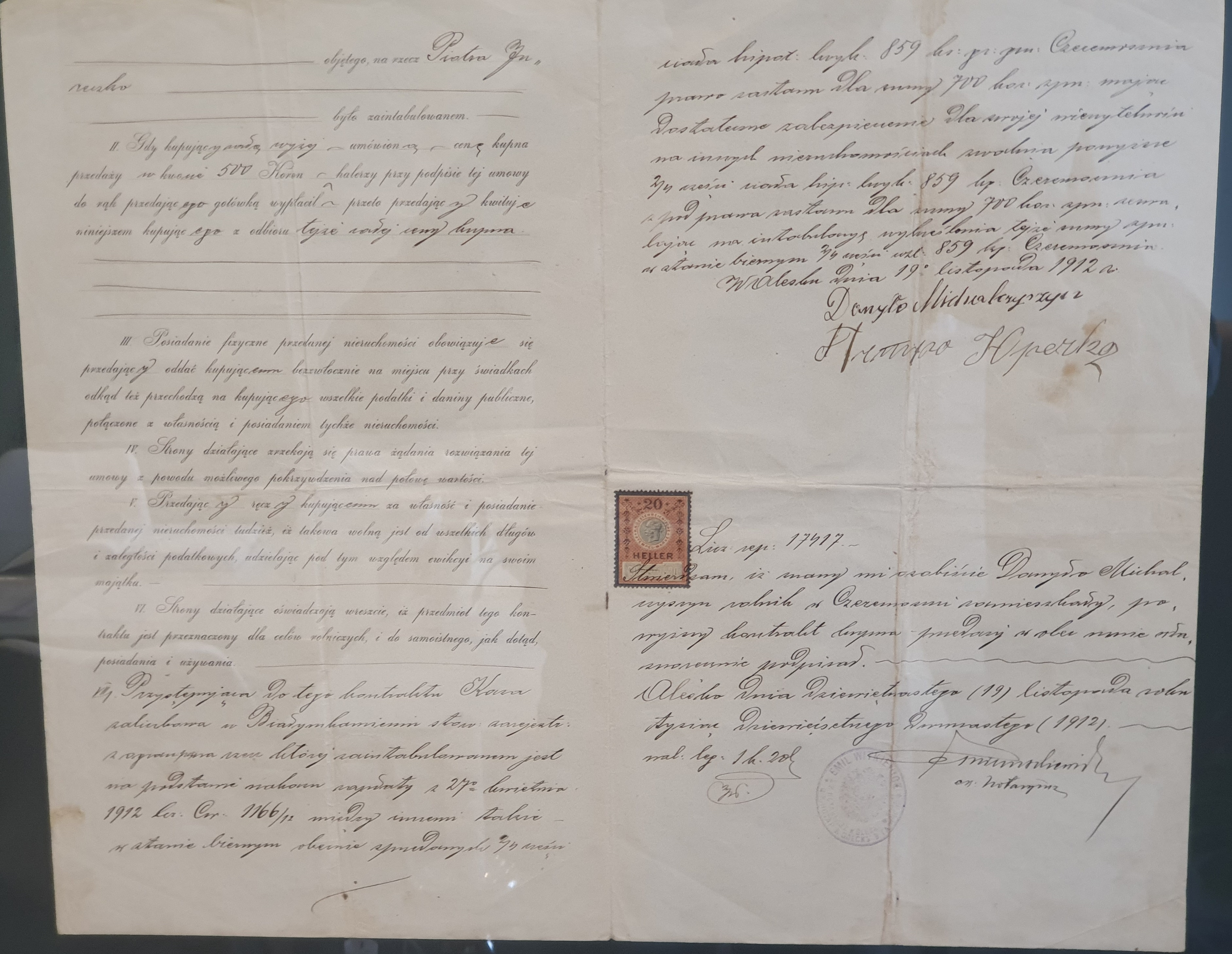
Нотаріально посвідчений договір, Олесько, 1913 рік (австро-угорська окупація), стор.2,3

1. Еміль Віткевич (Witkiewicz Emil) — нотаріус.

- Золочів

1. Михайло Савицький (Michał Sawicki) — нотаріус.[15]

### 1916рік
Відкрили нотаріальну контору:
- Львів

1. Владислав Завадзький (Władysław Zawadzki) — нотаріус, що працював у Львові на пл. Марійській 10 щонайменше до 1937 року.[19][28]

## ЗУНР

### 1919рік
- Золочів

1. Станіслав Весоловский (Stanisław Wesołowski) — нотаріус, який працював принаймні до 19 лютого 1919 року на підставі австрійського законодавства. Загалом в Золочеві працював нотаріусом щонайменше до 1921 року.[17][29]

## ЧасДругої Речі Посполитої

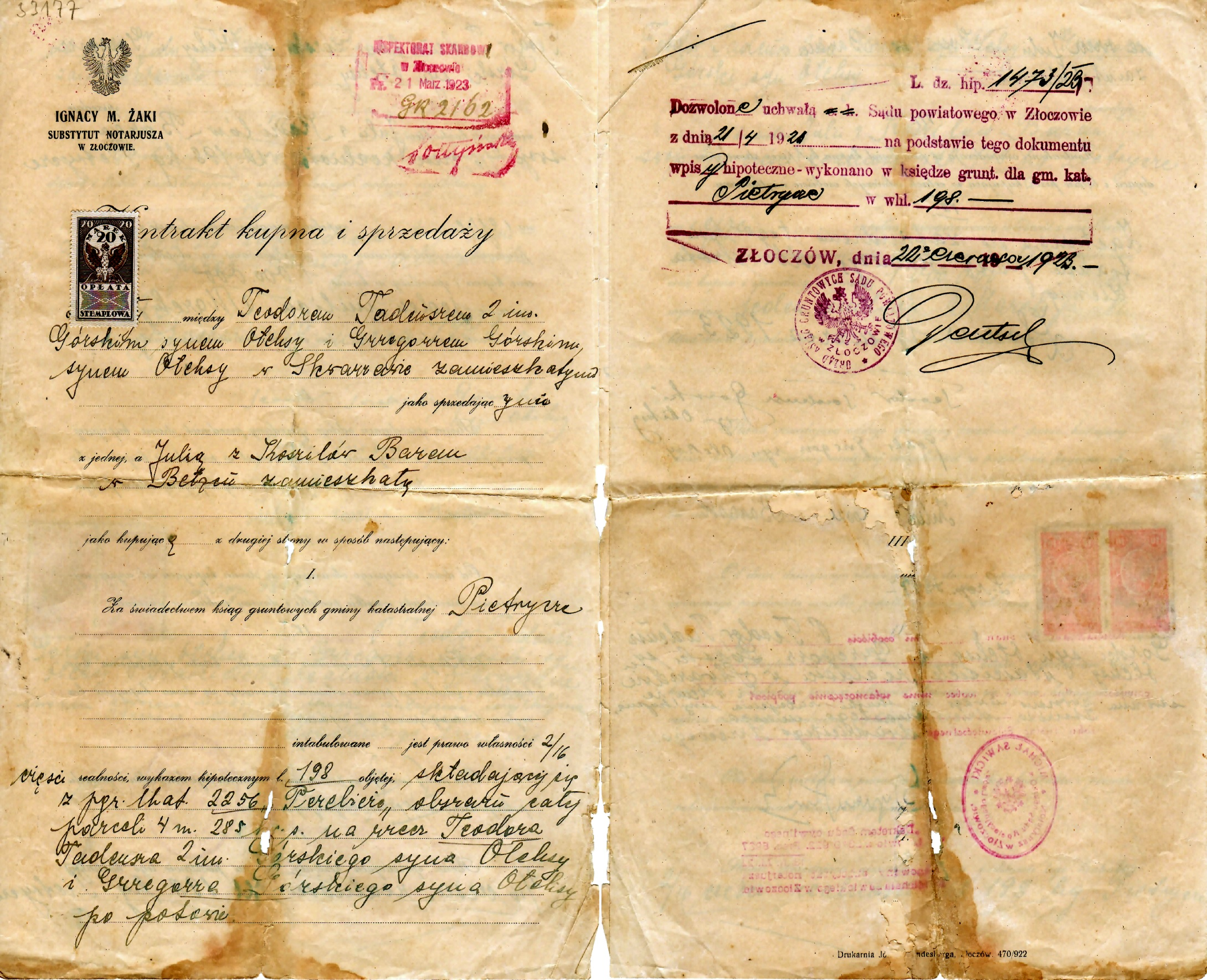
Нотаріально посвідчений Договір купівлі-продажу, 1923 рік (польська окупація), стор.1,4

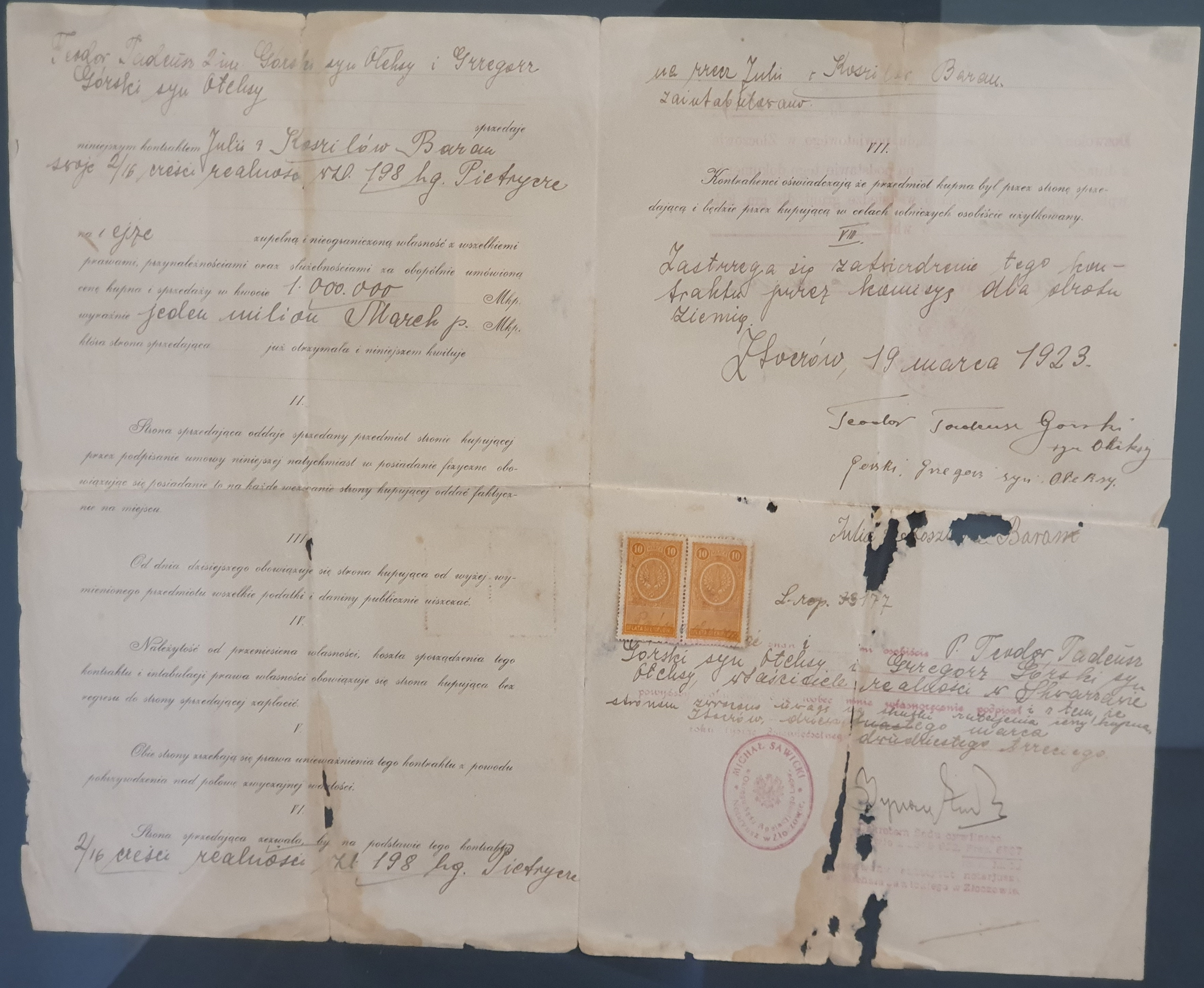
Нотаріально посвідчений Договір купівлі-продажу, 1923 рік (польська окупація), стор.2,3

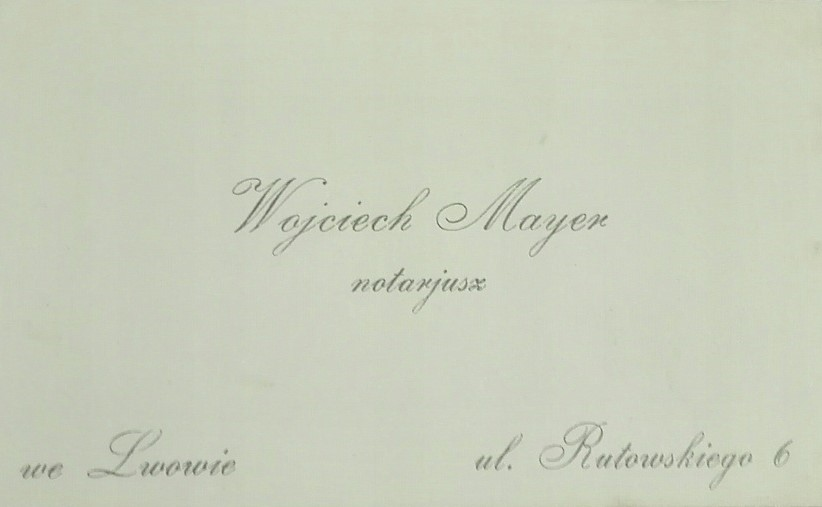
Візитівка нотаріуса у Львові В.Маєра, 1915 рік (польська окупація)

### 1921рік
- Копичинці

1. Станіслав Славік (Stanisław Slawik) — нотаріус.

### 1922рік
Нотаріальна палата Львова щонайменше до 1927 року знаходилась за адресою: вул. Ягелонська 12.
Відкрили нотаріальну контору:
- Львів

1. Фр. Шелевський (Fr. Szelewski) — нотаріус, працював у Львові по вул. Рутовського 7;[27]
2. Фр. Соболь (Fr.Sobol) — нотаріус, працював у Львові по вул. Ягелонській 12.[27]

- Бережани

1. Болеслав Домінік Кроковський (Bolesław Dominik Krokowski) — нотаріус.[32]

### 1923рік
- Золочів

1. Ігнацій М. Жакі (Ignacy M. Źaki) — призначений декретом цивільного суду у Львові субститутом нотаріуса Михайла Савицького.

### 1924рік
Продовжив діяльність
- Львів

1. Зигмунт Гроблевський (Zygmunt Groblewski) — нотаріус.

### 1925рік
- Львів

1. Іван Раставецький - нотаріус, працював у Львові за адресою вул.Рутовського 7.[33]

### 1927рік
- Золочів

1. Густав Островський (Gustaw Ostrowski) — нотаріус.[34][29]

### 1928рік
- Бережани

1. Адам Савашкевич (Adam Sawaszkiewicz) — нотаріус.[35]

### 1929рік
- Камінь-Каширський

1. Казимир Багриновський (Bahrynowski Kazimierz) — нотаріус, працював в Золочені принаймні до 1930 року.[36]

### 1930рік
Нотаріальна палата Львова знаходилась за адресою: вул. Ягелонська 4.

### 1934рік
За активної участі Львівських нотаріусів в Варшаві почав виходити нотаріальний вісник «Przegląd Notarialny» (щонайменше до 1939 року).
- Львів

1. Тадеуш Навроцький (Tadeusz Nawrocki) — нотаріус, що працюваву Львові принаймні до 1938 року по вул. Рутовського 8, потім — на вул. Ягелонській 4 у Львові;[28][39]

- Бережани

1. Францішек Кендзерський (Franciszek Kędzierski) — нотаріус.[35]

### 1935рік
- Золочів

1. Станіслав Емінович (Stanisław Eminowicz) — нотаріус, працював в Золочеві принаймні до 1937 року.[40]

### 1936рік
- Золочів

1. Павло Гарапич (Paweł Garapich) — нотаріус.[29]

### 1938рік
Відкрили нотаріальну контору:
- Львів

1. Казимир Сокіл (Kazimierz Sokol) — нотаріус, що працював у Львові по вул. Баторого 9, потім — на пл. Марійській 10;[28]

### 1937рік
Нотаріальна палата Львова знаходилась за адресою: пл. Галицька 15.
Відкрили нотаріальну контору:
- Львів

1. З. Копистянський (Z. Kopystianski) — нотаріус, що працював на вул. Рутовського 7 у Львові принаймні до 1938 року;[28][39]
2. Д-р Болеслав Тшос (Dr. Boleslaw Trzos) — нотаріус, що працював на пл. Марійській 10 у Львові принаймні до 1938 року;[28][39]
3. Д-р Іван Михайло Бейнарович (Dr. Jan Michal Beynarowicz) — нотаріус, що працював на вул. Ягелонській 24 у Львові, а потім по вул. Романовича 6 принаймні до 1939 року;[28][39]
4. Євген Міски (Eugeniusz Misky) — нотаріус, що працював на вул. Ягелонській 24 у Львові принаймні до 1938 року;[28][39]
5. Д-р В. Типрович (Dr. W. Typrowicz) — нотаріус, що працював на вул. Ягелонській 12 у Львові;[28][39]
6. Ц. Войціцький (C. Woycicki) — нотаріус, що працював на вул. Ягелонській 12 у Львові;[28]
7. Іван Антоневич (Jan Antoniewicz) — нотаріус, що працював на вул. Стшемє 11a у Львові;[28]
8. Мар'ян Шефер (Marjan Szefer) — нотаріус, що працював у Львові на вул. Баторого 9, а потім — на вул. Кілінського 3 принаймні до 1938 року;[28]
9. Г. Островський (G. Ostrowski) — нотаріус, що працював на вул. Пуласького 14 у Львові.[28]

### 1938рік
Центральний офіс нотаріату Львова знаходився по вул. Баторого 9.
Розпочали свою діяльність:
- Львів

1. Іван Москва (Moskwa Jan) — нотаріус;[39]
2. Казимир Сокаль (Sokal Kazimierz) — нотаріус;[39]
3. Д-р Ст. Шимонович (Dr. Szymonowicz St.) — нотаріус.[39]

Відкрили нотаріальну контору:

### 1939рік

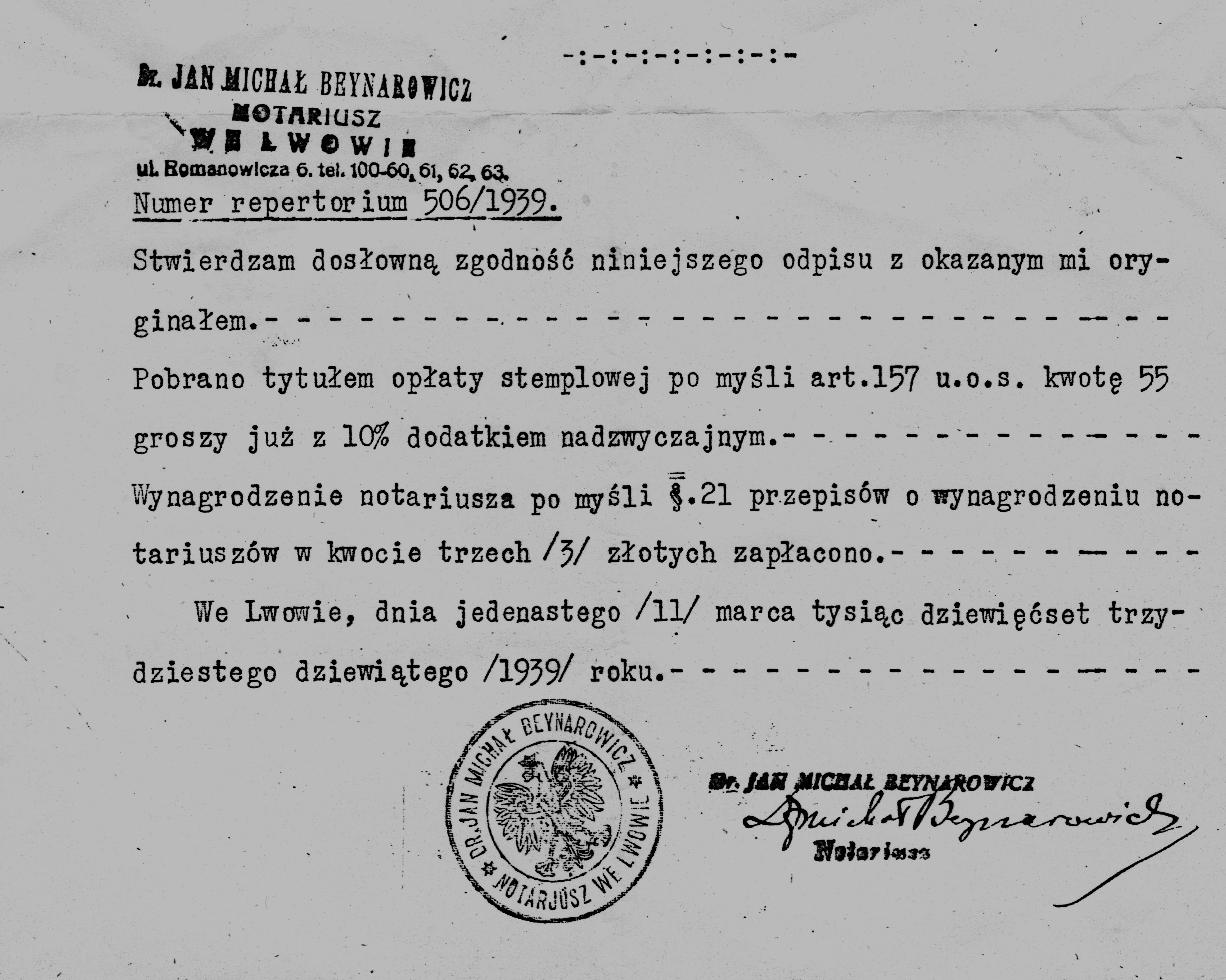
Посвідчувальний напис Івана Михайла Бейнаровича, нотаріус у Львові, 1939 рік (польська окупація)

Нотаріальна палата Львова, що об'єднувала найбагатших та найвідоміших нотаріусів і адвокатів Львова, вклала гроші в зведення споруди у Львові за адресою вул. Саксаганського 6 (яка була ключовим елементом в еволюції львівського житлового будівництва в стилі функціоналізму), яку згодом стали назвати Будинком нотаріусів, або садибою Нотаріальної палати. Архітекторами проекту були Збігнєв Вардзала (бюро Станіслава Ружицького) та Адам Курило. В кам'яниці мали розміщуватись нотаріальні та адвокатські бюро, на верхніх поверхах — приватні помешкання. В оздобленні інтер'єру будинку використали нікельовану сталь та шляхетне дерево. В будинку розробили кілька систем для відкривання вікон, також дуже сучасну на той час систему вентиляції та опалення, з опцією регулювання температури (обладнання для опалення замовляли спеціально з Німеччини, батареї купували у концерну Siemens & Halske).

## ЧасНімецької окупації

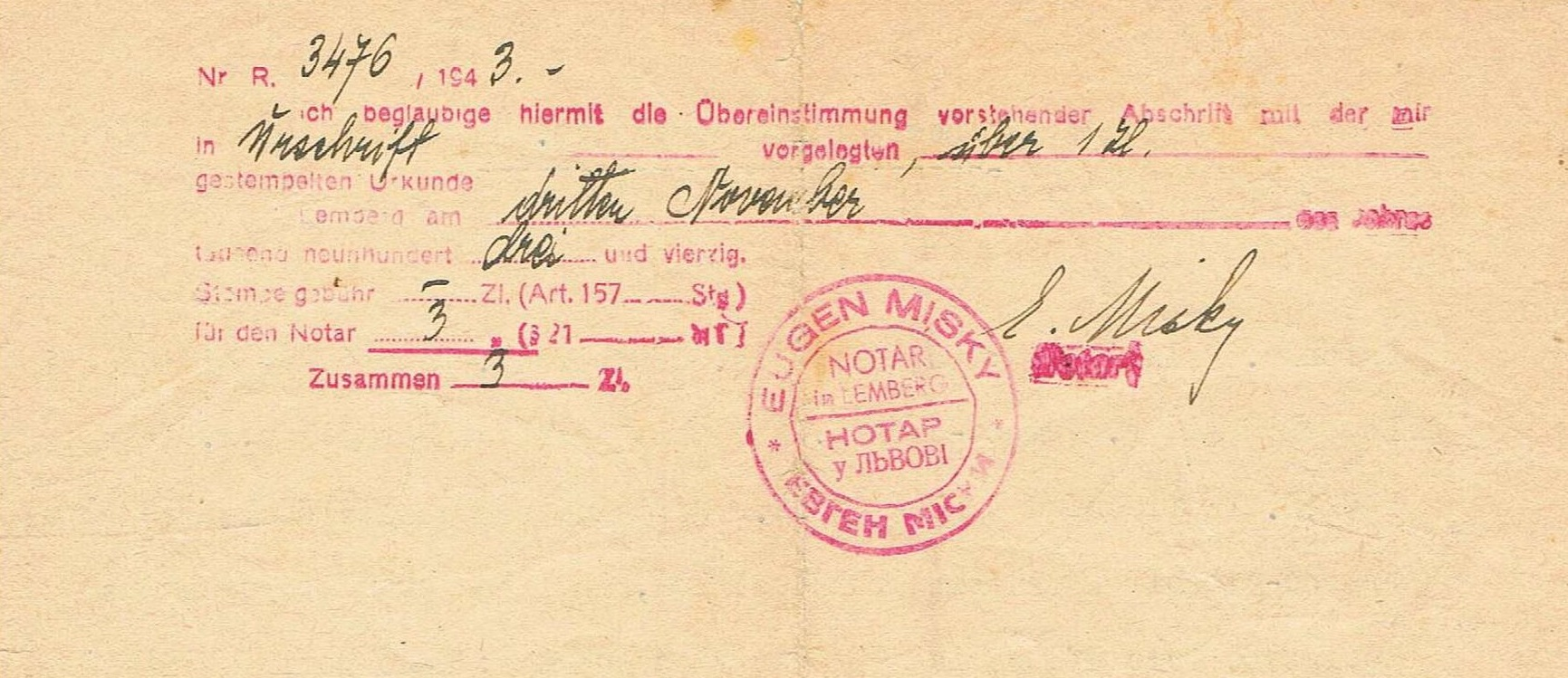
Посвідчувальний напис Євгена Міски, нотаріус у Львові, 1939 рік (польська окупація)

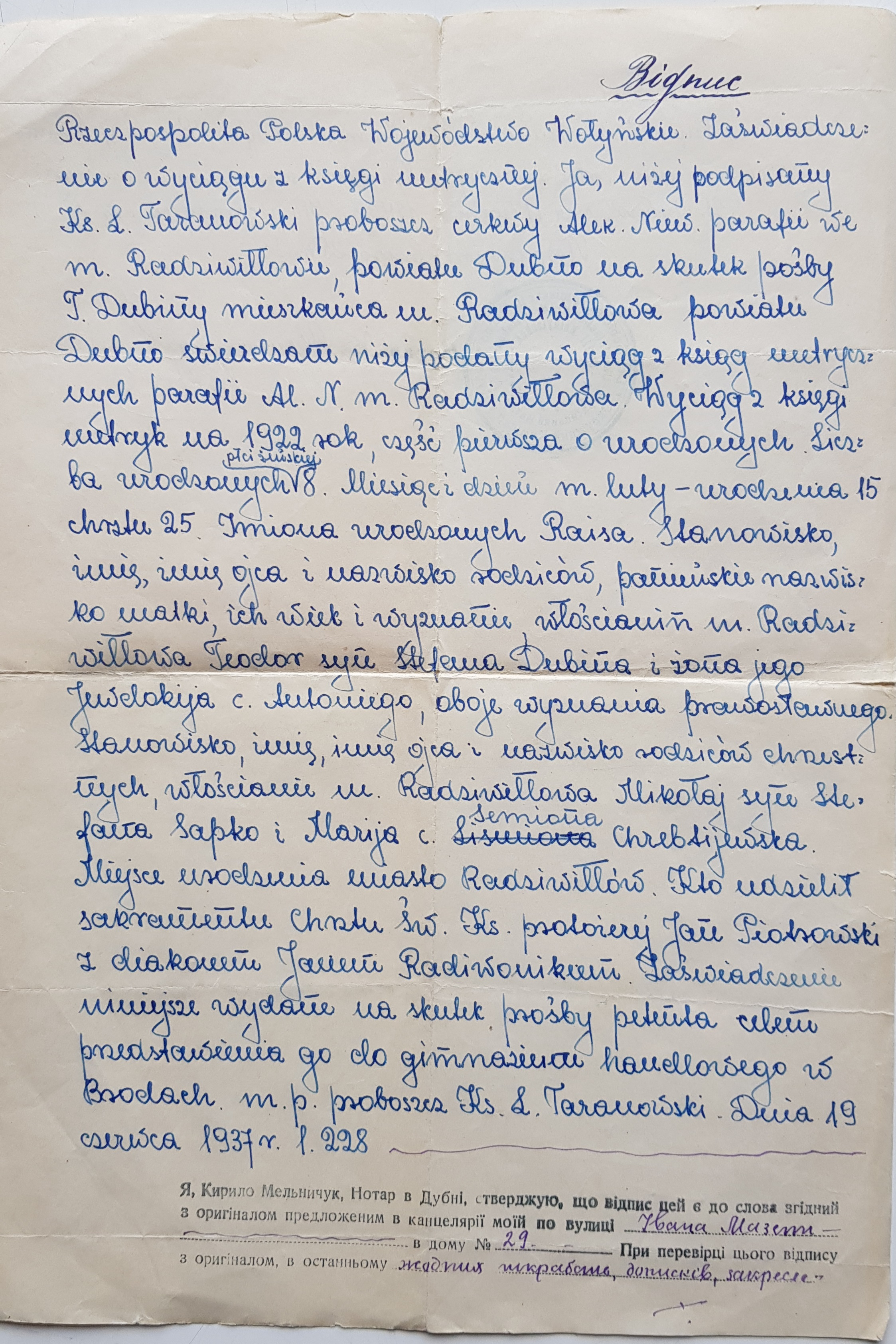
Нотаріально засвідчана копія, нотаріус Мельничук в Дубно, 1943 рік (німецька окупація), стор.1

### 1942рік
Працював:
- Львів

1. Др. Гвоздецкий Евгеній (Dr. Gwozdeckyj Eugen) - нотаріус, що працював на вул. Херенштрассе 6 (сучасна вул. І.Огієнка) у Львові.

### 1943рік
Працював:
- Львів

1. Георг Левицький (Lewyckyj Georg) — нотаріус, працював по вул. Романовича 6.
2. Євген Міски (Eugen Misky) — нотаріус у Львові.

- Дубно

1. Кирило Мельничук — нотаріус.

## ЧасРадянської окупації

### 1944рік
Після початку окупації на землях Галичини почали діяти правила радянського нотаріату, що визначались ухвалою ЦВК і РНК СРСР 14 травня 1926 р. «Про основні принципи організації державного нотаріату».
З цього часу до 1 січня 1994 року на Галичині діяв лише державний нотаріат. Нотаріальні дії вчинялися державними нотаріусами, які працювали як наймані працівники в державних нотаріальних конторах.
Багато наказів і інструкцій Міністерства юстиції СРСР і Міністерства юстиції УРСР з питань нотаріальної діяльності діють донині в частині, в якій вони не суперечать Конституції України та чинному законодавству України.
До повноважень державних нотаріусів було віднесено:
- посвідчення операцій,
- видача виконавчих написів,
- здійснення протестів,
- засвідчення вірності копій документів і автентичності підписів на документах,
- видача заставних свідоцтв,
- отримання в депозит предметів зобов'язань,
- вживання заходів з охорони спадку і видача свідоцтв про спадкоємство,
- забезпечення доказів,
- видача свідоцтв про визнання особи безвісно відсутньою.
У сільських місцевостях, де не було державних нотаріальних контор, деякі нотаріальні дії (посвідчення договорів контрактації, операцій на суму до 500 крб., засвідчення копій документів, підписів на них тощо) виконувалися сільськими радами.

### 1973рік
19 липня 1973 р. прийнято Закон про державний нотаріат в СРСР. В цей період роль нотаріату в економічному житті Галичини була в цілому незначна. За відсутності інституту приватної власності нотаріат виступав як придаток до правової системи держави. В більшості випадків його роль зводилася до оформлення документів про спадок та посвідчення вірності копій документів (понад 70 % від кількості усіх нотаріальних дій).

### 1974рік
25 грудня 1974 року Верховної Радою Української РСР прийнято Закон УРСР «Про державний нотаріат» (введений у дію з 1 травня 1975 року).
Законом встановлювалось, що в обласних центрах (Львові, Луцьку, Тернополі, Івано-Франківську і т. д.) одна з державних нотаріальних контор засновувалась як Перша державна нотаріальна контора для вчинення найскладніших нотаріальних дій. Старші державні нотаріуси Перших державних нотаріальних контор призначались на посади і увільнялись від посад Міністром юстиції Української РСР.
Заступники Старших державних нотаріусів і державні нотаріуси Перших державних нотаріальних контор, а також Старші державні нотаріуси і державні нотаріуси інших державних нотаріальних контор призначались на посади і увільнялись від посад начальниками відділів юстиції виконавчих комітетів обласних Рад депутатів трудящих.
На посади державних нотаріусів призначались громадяни СРСР, які мали вищу юридичну освіту. В окремих випадках на посади державних нотаріусів могли призначались особи, які не мали вищої юридичної освіти, за умови, що вони не менше трьох років працювали за спеціальністю юриста, а також особи, які навчались на останніх курсах вищих юридичних навчальних закладів.
Законом встановлювалась вимога, що державні нотаріуси зобов'язані були роз'яснювати права і обов'язки, попереджати про наслідки вчинюваних нотаріальних дій громадянам СРСР, державним установам, державним організаціям, державним підприємствам, колгоспам, іншим кооперативним організаціям з тим, щоб юридична необізнаність не могла бути використані їм на шкоду.
Державні нотаріальні контори утримувались за рахунок республіканського бюджету. Штати державних нотаріальних контор затверджувались начальниками відділів юстиції виконавчих комітетів обласних Рад депутатів трудящих у межах штатної чисельності і фонду заробітної плати з додержанням схем посадових окладів.
Нотаріальне діловодство в державних нотаріальних конторах велось українською мовою.
Державні нотаріальні контори мали печатку з зображенням Державного герба Української РСР і своїм найменуванням.
Державні нотаріальні контори вчиняюли такі нотаріальні дії:
1. посвідчення угод (договори, заповіти, довіреності та ін.);
2. вжиття заходів до охорони спадкового майна;
3. видача свідоцтва про право на спадщину;
4. видача свідоцтва про право власності на частку в спільному майні подружжя;
5. видача свідоцтва про придбання жилих будинків (частин будинків) з прилюдних торгів;
6. накладення заборони відчуження жилого будинку;
7. засвідчення вірності копій документів і виписок з них;
8. засвідчення справжності підпису на документах;
9. засвідчення вірності перекладу документів з однієї мови на іншу;
10. посвідчення факту, що громадянин є живим;
11. посвідчення факту перебування громадянина в певному місці;
12. посвідчення тотожності громадянина з особою, зображеною на фотографічній картці;
13. посвідчення часу пред'явлення документів;
14. передача заяв громадян, державних установ, підприємств і організацій, колгоспів, інших кооперативних організацій іншим громадянам, державним установам, підприємствам і організаціям, колгоспам та іншим кооперативним організаціям;
15. приймання у депозит грошових сум і цінних паперів;
16. вчинення виконавчих написів;
17. вчинення протестів векселів;
18. пред'явлення чеків до платежу і посвідчення несплати чеків;
19. приймання на зберігання документів;
20. вчинення морських протестів.[46]

Цікавим було те, що державні нотаріуси не приймали для вчинення нотаріальних дій документи, якщо вони містили відомості, що порочать честь і гідність громадян СРСР.
За вчинення нотаріальних дій державними нотаріальними конторами, а також за складання проектів угод, заяв, виготовлення копій документів, виписок з них, видачу дублікатів
документів з заінтересованих осіб стягувалась державна пошлина.

## Часнезалежної України

### 1993рік
2 вересня 1993 року Верховною Радою України прийнято Закон України «Про нотаріат» (введений з 1 січня 1994 року).
Законом відновлено інститут приватних нотаріусів поряд зі збереженням інституту державного нотаріату, при цьому повноваження приватних нотаріусів були дещо обмеженими (ст. 36 Закону) в порівнянні до повноважень державного нотаріату.

### 2008рік
1 жовтня 2008 року прийнято Закон України "Про внесення змін до Закону України «Про нотаріат», яким зокрема приватних нотаріусів повністю зрівняно в повноваженнях з органами державного нотаріату.

### 2012рік
6 вересня 2012 року Законом України «Про внесення змін до Закону України „Про нотаріат“ щодо державного регулювання нотаріальної діяльності» відновлено інститут Нотаріальних палат з делегованими державою повноваженнями.

### 2014рік
Після перерви понад 75 років регіональними зборами нотаріусів, шляхом таємного голосування, обрано перший склад регіональних нотаріальних палат.
- Львівська область

1. Бояківський Омелян Васильович — голова регіональної нотаріальної палати, завідувач Першої Львівської державної нотаріальної контори, державний нотаріус;[50][51]

### 2018рік
Зборами нотаріусів відповідної області, шляхом таємного голосування, обрано новий склад регіональних нотаріальних палат:
- Львівська область

1. Пилипенко Юрій Пилипович — Голова регіональної нотаріальної палати, член Ради Нотаріальної палати України, приватний нотаріус Львівського міського нотаріального округу;[52][53]
2. Бояківський Омелян Васильович — заступник Голови регіональної нотаріальної палати, член Методичної ради територіального відділення нотаріальної палати, завідувач Першої Львівської державної нотаріальної контори, державний нотаріус;[51][52][54]
3. Олена Пелех — член Правління регіональної нотаріальної палати, голова Методичної ради територіального відділення нотаріальної палати, приватний нотаріус Львівського міського нотаріального округу;[52][54]
4. Ольга Юркова — член Правління регіональної нотаріальної палати, член Методичної ради територіального відділення нотаріальної палати, приватний нотаріус Львівського міського нотаріального округу;[52][54][55][56]
5. Владислава Дяків — член Правління регіональної нотаріальної палати, член Методичної ради територіального відділення нотаріальної палати, приватний нотаріус Львівського міського нотаріального округу;[52][54]
6. Тетяна Кучеренко — член Правління регіональної нотаріальної палати, член Методичної ради територіального відділення нотаріальної палати, приватний нотаріус Бориславського міського нотаріального округу;[52][54]
7. Олександр Лойко — член Правління регіональної нотаріальної палати, член Методичної ради територіального відділення нотаріальної палати, приватний нотаріус Львівського міського нотаріального округу;[52][54]
8. Алла Красовська — член Правління регіональної нотаріальної палати, член Методичної ради територіального відділення нотаріальної палати, приватний нотаріус Львівського міського нотаріального округу;[52][54]
9. Людмила Фурман — член Правління регіональної нотаріальної палати, член Методичної ради територіального відділення нотаріальної палати, державний нотаріус Четвертої Львівської державної нотаріальної контори;[52][54]
10. Тетяна Лаврик — член Правління регіональної нотаріальної палати, член Методичної ради територіального відділення нотаріальної палати,[52][54]
11. Олена Куртяк — член Правління регіональної нотаріальної палати,[52]
12. Тарас Стоцко — член Правління регіональної нотаріальної палати,[52]
13. Сергій Коцюмбас — член Правління регіональної нотаріальної палати,[52]
14. Іванна Кенц-Березюк — член Правління регіональної нотаріальної палати,[52]
15. Олена Дудко — член Правління регіональної нотаріальної палати,[52]
16. Віктор Батлюк — член Правління регіональної нотаріальної палати,[52]
17. Ольга Палінська — член Правління регіональної нотаріальної палати.[52]